# Štěpán II. Kotromanić
Štěpán II. Kotromanić (1292–1353) byl bosenský bán z dynastie Kotromanićů.

## Život
Narodil se jako syn Štěpána Kotromaniće a Alžběty, dcery srbského krále Štěpána Dragutina. Po smrti otce převzal vládu nad Bosnou.
Byl zřejmě vícekrát ženatý, z třetího manželství s Alžbětou, dcerou Kazimíra Kujavského se mu narodily dvě dcery. Alžběta se stala chotí uherského krále Ludvíka a Kateřina Heřmana Celjského.
Zemřel roku 1353 a byl pohřben v kostele sv. Mikuláše v Mile u dnešního města Visoko. Jeho smrt je znázorněna na relikviáři sv. Šimona, který je uchováván ve stejnojmenném kostele v chorvatském Zadaru.